# کوئری هیل، ویکتوریا
کوئری هیل (به انگلیسی: Quarry Hill) یک منطقهٔ مسکونی در استرالیا است که در ویکتوریا (استرالیا) واقع شده‌است.